# Stațiunea Biologică Marină Agigea
Stațiunea Zoologică Marină Agigea este un sat în comuna Agigea din județul Constanța, Dobrogea, România. Stațiunea biologică marină „Prof. Dr. Ioan Borcea” de la Agigea este o stațiune de cercetări marine situată pe malul Mării Negre în apropiere de deschiderea Canalului Dunăre-Marea Neagră în mare și lângă „zona liberă” din Portul Agigea (Constanța Sud), la 10 km de municipiul Constanța și la 1 km de orașul Eforie.
Stațiunea Biologică Marină „Regele Ferdinand I” de la Agigea a fost înființată prin Decretul regal nr. 810 din 1 martie 1926, fiind primul institut de cercetări marine din România, aflat în administrația Universității „Al. I. Cuza” din Iași. Prof. Ioan Borcea, a fost fondatorul stațiunii. Stațiunea s-a făcut cunoscută în primii ani de activitate prin numeroasele lucrări publicate mai ales de prof. Ioan Borcea, întemeietorul ei și de o serie de colaboratori sau elevi ai săi, ca: Constantin Motaș, Eugen Macovschi, Mihai C. Băcescu, Sergiu Cărăușu, Adriana Antoniu-Murgoci, Eugen A. Pora, Radu Codreanu, Petru M. Șuster, Mihai Constantineanu și alții. După 1970, stațiunea a aparținut o perioadă Institutului Național de Cercetări Marine (IRCM) din Constanța. Din 1990, Stațiunea Biologică Marină a revenit la Universitatea „Alexandru Ioan Cuza” din Iași. Primul director, de după Revoluția din 1989,  a fost prof. dr. Gheorghe Mustața.